# Zakrzew (powiat sochaczewski)
Zakrzew – wieś w Polsce położona w województwie mazowieckim, w powiecie sochaczewskim, w gminie Nowa Sucha. Ma status sołectwa.
| SIMC    | Nazwa           | Rodzaj    |
| ------- | --------------- | --------- |
| 0734127 | Stary Zakrzew   | część wsi |
| 0734140 | Zakrzew Górny   | część wsi |
| 0734133 | Zakrzew-Folwark | część wsi |

Wieś szlachecka Zakrzewo położona była w drugiej połowie XVI wieku w powiecie sochaczewskim ziemi sochaczewskiej województwa rawskiego. W latach 1975–1998 miejscowość należała administracyjnie do województwa skierniewickiego.
Przez miejscowość przepływa niewielka rzeka Sucha, dopływ Bzury.